# 杉原長氏
杉原 長氏（すぎはら ながうじ）は、安土桃山時代から江戸時代初期にかけての武将、使番。祖父は杉原家利、父は杉原家次の弟である杉原源七郎。通称は四郎兵衛。諱は正次とも言う。

## 略歴
永禄10年（1567年）、杉原家次の弟・源七郎の子として生まれる。
慶長元年（1596年）より徳川家康に仕える。慶長5年（1600年）の関ヶ原の戦いには使番の1人として従軍し、西軍敗走後の追撃で胸に矢を受けて重傷を負ったが、屈せずに首級を挙げた。本多正純よりこの話を聞いた家康から傷薬を下賜される。
翌慶長6年（1601年）に但馬国気多郡において1,000石の所領を賜ったが、同年に死去。享年35。
長氏の子孫については、嫡流は6代目の杉原正武が舟での納涼の際に悪酔いして川に落ちて死去し、明和2年（1765年）に断絶したが、傍流は明治維新まで存続した。